# Лилльская фондовая биржа

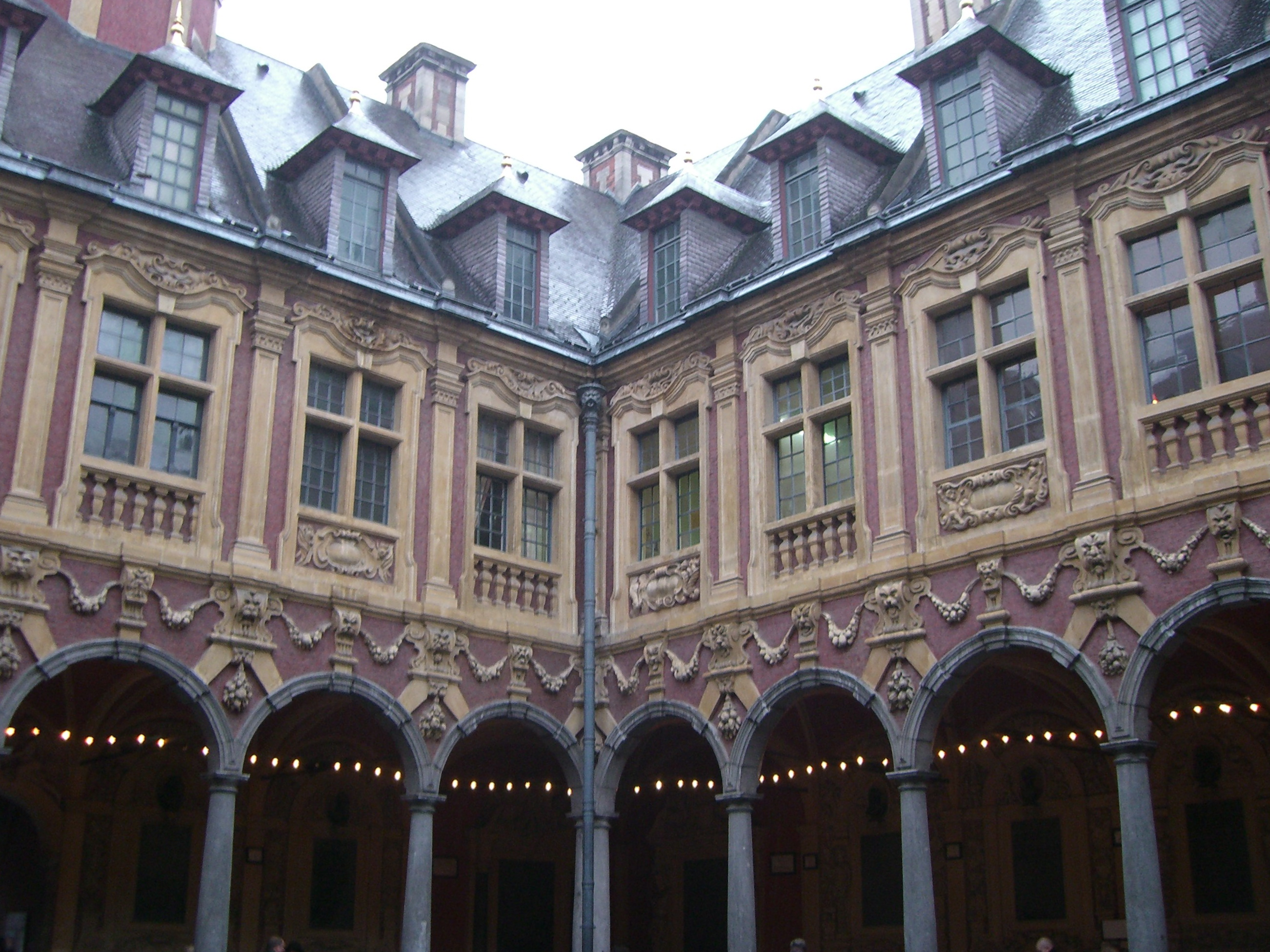
Внутренний двор бывшей Лилльской биржи

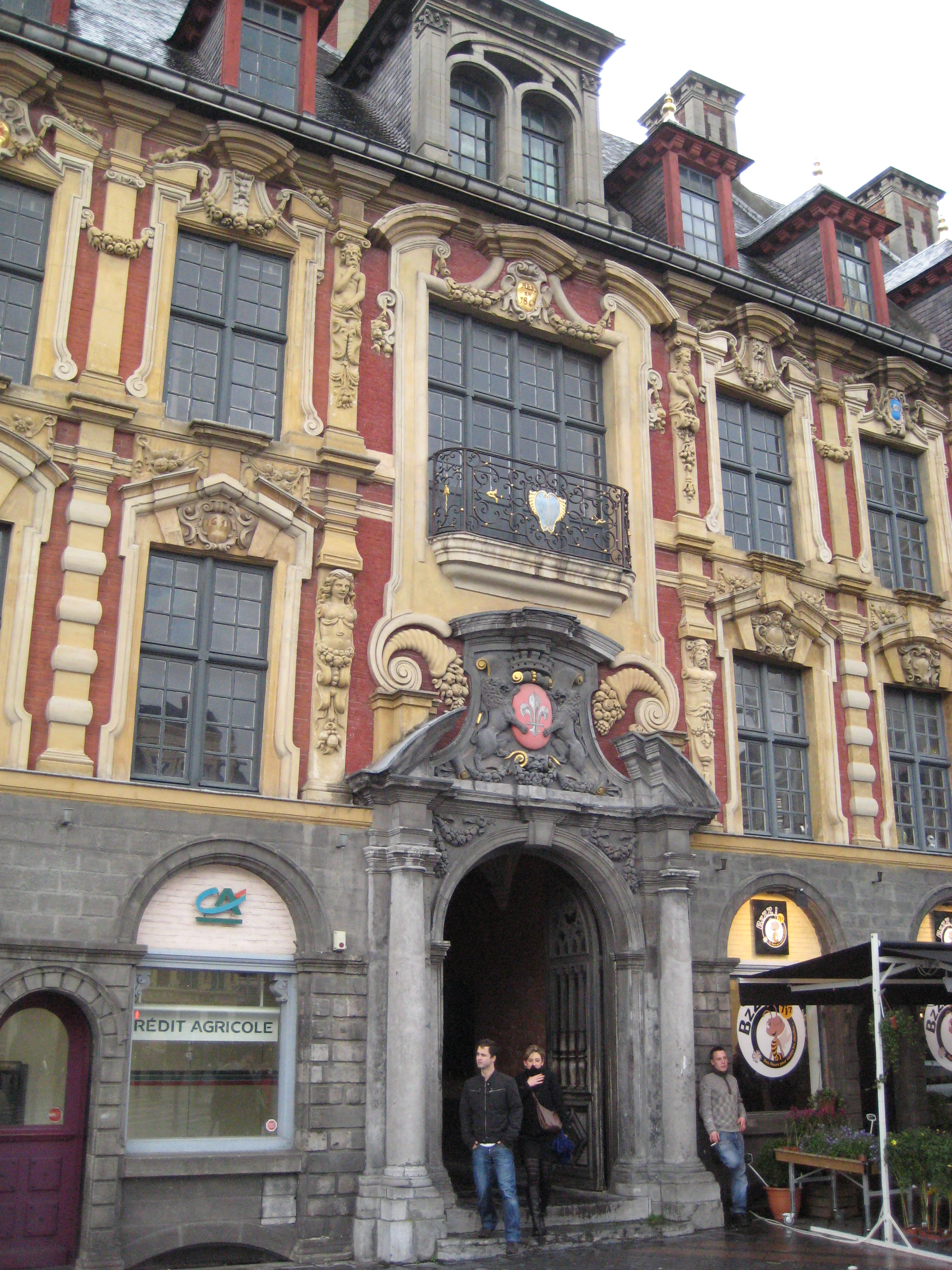
Вид на здание биржи

Лилльская фондовая биржа — бывшая биржа во Франции, располагавшаяся в городе Лилль. Объединилась с Парижской биржей в 1991 году. Здание старой биржи Лилля было построено между 1652 и 1653 годами, по проекту французского строителя, плотника и скульптора Жюльена Дестре. В 1921 и 1923 годах было признано историческим памятником Франции.

## История
В 1651 году город Лилль получил от испанского короля Филиппа IV разрешение на строительство биржи для купцов. Было построено четырёхугольное здание из 24-х одинаковых особняков, соединённых между собой и образующих внутренний двор. В его галереях расположились книжные магазины, цветочные и продуктовые лавки.